# Cedreas

Mapa de algunas de las ciudades griegas de Caria y de algunas islas del Dodecaneso, donde se aprecia la ubicación de Cedreas, al oeste de Idima.

Cedreas (en griego antiguo, Κεδρειαί o Κεδρεαί) fue una antigua ciudad griega de Caria.
Perteneció a la Liga de Delos puesto que aparece mencionada en registros de tributos a Atenas entre los años 454/3 y 415/4 a. C.
En el año 405 a. C. todavía era aliada de los atenienses ya que es citada por Jenofonte, que menciona que el general espartano Lisandro partió para el golfo Cerámico, en Caria, y allí atacó Cedreas, que era aliada de los atenienses y estaba compuesta por población mixta de helenos y bárbaros. El segundo día tomó la ciudad y esclavizó a sus habitantes.